# تپه زندان وسط
تپه زندان وسط مربوط به سدهٔ ۶ و ۷ ه.ق است و در شهرستان خدابنده، روستای سجاس واقع شده و این اثر در تاریخ ۱۹ اردیبهشت ۱۳۵۶ با شمارهٔ ثبت ۱۳۹۲ به‌عنوان یکی از آثار ملی ایران به ثبت رسیده است.